# Champ Car Series 1997
De Champ Car Series 1997 was het negentiende CART kampioenschap dat gehouden werd tussen 1979 en 2007. Het werd gewonnen door de Italiaan Alessandro Zanardi.

## Races
|    | Datum        | Circuit                         | Winnaar            | Tweede             | Derde              | Pole position      |
| 1  | 2 maart      | Homestead-Miami Speedway        | Michael Andretti   | Paul Tracy         | Jimmy Vasser       | Alessandro Zanardi |
| 2  | 6 april      | Surfers Paradise                | Scott Pruett       | Greg Moore         | Michael Andretti   | Alessandro Zanardi |
| 3  | 13 april     | Stratencircuit Long Beach       | Alessandro Zanardi | Mauricio Gugelmin  | Scott Pruett       | Gil de Ferran      |
| 4  | 27 april     | Nazareth Speedway               | Paul Tracy         | Michael Andretti   | Al Unser Jr.       | Paul Tracy         |
| 5  | 11 mei       | Jacarepaguá                     | Paul Tracy         | Greg Moore         | Scott Pruett       | Mauricio Gugelmin  |
| 6  | 24 mei       | Gateway International Raceway   | Paul Tracy         | Patrick Carpentier | Gil de Ferran      | Raul Boesel        |
| 7  | 1 juni       | Milwaukee Mile                  | Greg Moore         | Michael Andretti   | Jimmy Vasser       | Paul Tracy         |
| 8  | 8 juni       | Belle Isle Park                 | Greg Moore         | Michael Andretti   | Gil de Ferran      | Gil de Ferran      |
| 9  | 22 juni      | Portland International Raceway  | Mark Blundell      | Gil de Ferran      | Raul Boesel        | Scott Pruett       |
| 10 | 13 juli      | Cleveland                       | Alessandro Zanardi | Gil de Ferran      | Bryan Herta        | Alessandro Zanardi |
| 11 | 20 juli      | Stratencircuit Toronto          | Mark Blundell      | Alessandro Zanardi | André Ribeiro      | Dario Franchitti   |
| 12 | 27 juli      | Michigan International Speedway | Alessandro Zanardi | Mark Blundell      | Gil de Ferran      | Scott Pruett       |
| 13 | 10 augustus  | Mid-Ohio Sports Car Course      | Alessandro Zanardi | Greg Moore         | Bobby Rahal        | Bryan Herta        |
| 14 | 17 augustus  | Road America                    | Alessandro Zanardi | Mauricio Gugelmin  | Gil de Ferran      | Mauricio Gugelmin  |
| 15 | 31 augustus  | Stratencircuit Vancouver        | Mauricio Gugelmin  | Jimmy Vasser       | Gil de Ferran      | Alessandro Zanardi |
| 16 | 7 september  | Laguna Seca                     | Jimmy Vasser       | Mark Blundell      | Alessandro Zanardi | Bryan Herta        |
| 17 | 28 september | California Speedway             | Mark Blundell      | Jimmy Vasser       | Adrián Fernández   | Mauricio Gugelmin  |

## Eindrangschikking (Top 10)
| Rank | Rijder             | Ptn |
| ---- | ------------------ | --- |
| 1.   | Alessandro Zanardi | 195 |
| 2.   | Gil de Ferran      | 162 |
| 3.   | Jimmy Vasser       | 144 |
| 4.   | Mauricio Gugelmin  | 132 |
| 5.   | Paul Tracy         | 121 |
| 6.   | Mark Blundell      | 115 |
| 7.   | Greg Moore         | 111 |
| 8.   | Michael Andretti   | 108 |
| 9.   | Scott Pruett       | 102 |
| 10.  | Raul Boesel        | 91  |

1979 · 
1980 ·
1981 ·
1982 ·
1983 ·
1984 ·
1985 ·
1986 ·
1987 ·
1988 ·
1989 ·
1990 ·
1991 ·
1992 ·
1993 ·
1994 ·
1995 ·
1996 ·
1997 ·
1998 ·
1999 ·
2000 ·
2001 ·
2002 ·
2003 ·
2004 ·
2005 ·
2006 ·
2007